# Gyjho Frank

Porträt Gyjho Frank

Gyjho Frank (auch Gyjho Hansjörg Frank)  (* 28. August 1954 in Cottbus) ist ein deutscher Maler.

## Leben
Gyjho Frank (GYJHO) wuchs in Biberach an der Riß auf. Nach dem Erlangen der Fachhochschulreife reiste er per Anhalter nach Indien, das er jedoch nicht erreichte, da er kurz vor dem Ziel an Cholera erkrankte. Seit 1972, nach der Rückkehr von seiner Reise durch Pakistan, Afghanistan, den Iran und die Türkei  arbeitet er als Künstler. Ein begonnenes Architekturstudium gab er nach einem Jahr auf und gründete die Künstlergruppe Proxima Multimedia, mit der Absicht, gemeinsam mit Künstlern aus der Bildenden Kunst, Musik und Literatur eine völlig neue Kunstrichtung zu erschaffen. Nach Erfolgen mit experimentellen Performances und Auftritten in Holland, Deutschland und Frankreich löste sich die Gruppe auf. 1974 entstanden erste Bilder von Frank in Öl auf Leinen.
Parallel zur ersten Ausstellung in der Stuttgarter Galerie im Augustinum entstand 1979 sein erster Katalog mit Bildern der Stille und Bildern des Lichtes. Nach Ausstellungen und Druckwerken brachte Gyjho 1984 seinen zweiten Katalog heraus. In den darin gezeigten Werken rückte Gyjho neben Stimmungen des Lichtes vor allem die Information in den Focus. Die archaisch-futuristische Thematik wurde zentraler Inhalt seiner Werke. Seine Bilder, inzwischen expressionistischer, in Öl, Öl-Tempera, Mischtechnik, Folie, behandeln den Spannungsbogen von Mikro- und Makrokosmos. Ab 1985 experimentiert Gyjho mit Klangkollagen aus übereinander gelegten Tonfolgen, die diese Thematik aufgreifen und die er Soundpaintings nennt. Im Jahr 1986 fand zum Thema „Deutsche Kunst im 20. Jahrhundert“ in der Stuttgarter Staatsgalerie eine Ausstellung statt und parallel dazu eine Einzelausstellung mit Bildern von Gyjho in der Galerie Döbele. Der Versuch beinhaltete, in Öl auf Leinwand räumliche Bilder zu malen, die einen flimmernden räumlichen und auch dreidimensionalen Effekt haben. 1996 veröffentlicht Gyjho Frank den Artikel 'Der Raum in der Malerei und im digitalen Zeitalter' im Rahmen einer Textesammlung Herausgegeben von Rudolf Greiner
Gyjho Frank gibt sein Wissen seit 1989 in Workshops und regelmäßigen Kursen an der Kunstschule Filderstadt weiter.

## Werk
New Planet
In dem im Jahr 2014 im Wasmuth Verlag erschienenen Kompendium „New Planet“  sind seine gesamten künstlerischen Arbeiten zusammengefasst, beginnend im Jahr 1974, endend im Jahr 2014.  Was vor vierzig Jahren mit der Faszination für jegliche Art der Kommunikation begonnen hatte, führt den Künstler jetzt wieder in eine neue, unbekannte Dimension. Die Entdeckung der Zukunft findet Ausdruck in seiner aktuellen Bildsprache: New Planet – Fine Matter.
Immersive Art Sphere Projekt – Boundless Paintings – Augmented Reality
Die BOUNDLESS PAINTINGS ermöglichen in GYJHO's Kunst- und Lebenswerk einzutauchen. Durch den hohen Immersionsgrad der Virtual Reality Performance wird der Mensch als ART DIVER eingebettet. Reale und virtuelle Welt vermischt und ergänzt sich. Die Farbe wird von der Leinwand losgelöst, sämtliche Bildelemente bewegen sich im dreidimensionalen Raum und bilden ihr eigenes Universum. Der Betrachter gestaltet als Interakteur seine eigene Reise durch das virtuelle Gemälde.

## Künstlermonografien
- 1992 Künstlermonographie Herausgeber Edition Cantz, Gyjho Frank Malerei 1974–2004. Texte: Uwe J. Reinhardt, Petra Rau-Vogt u. a.
- 2004 Jubiläumsbuch 30 Jahre Öl auf Leinwand. Herausgeber Wasmuth Verlag
- 2014 Jubiläumsbuch. Gyjho, New Planet, Herausgeber Wasmuth Verlag[2][4]

## Performances / Soundpaintings / Virtuelles Museum
1997 Tag der Deutschen Einheit / Lifemalaktion Künstler West mit Künstlerin Ost Cornelia Schlemmer
1990 Fallen Angels Soundpaintings Blue Flame Records
1992 Aeuropa Soundpantings CD Blue Flame Records
1998 MDO IV Soundpaintings CD
2000 Erste virtuelle Ausstellung VirCinity Stuttgart
2001 Erstes virtuelles Museum VirCinity Stuttgart

## Ankäufe
Polygram New York